# Old Sarum
Old Sarum var en civil parish från 1858 till 1894 då den blev en del av Stratford sub Castle, i grevskapet Wiltshire, i England. Civil parish var belägen 3 km från Salisbury och hade 13 invånare år 1891.